# 존 설
존 설(John Rogers Searle, 1932년 7월 31일 - )은 언어철학과 심리철학을 전문으로 하는 철학자이다. 캘리포니아 대학교 버클리 교수이다.

## 이력
미국 콜로라도주 덴버에서 태어났다. 위스콘신 대학교와 로즈 장학생으로 옥스퍼드 대학교를 졸업했다. 옥스포드 대학교 강사로 일하다, 1967년에 캘리포니아 대학교 버클리 교수에 취임했다. 리차드 닉슨 대통령 시대에 대학문제 대통령 특별 고문으로도 활동했다.
인공지능 비판으로 알려져 있고 튜링 테스트에 대한 반론으로 중국어 방이라는 사고실험을 제안했다. 언어표현이 간접적으로 미치는 수행적 기능 (간접발화행위)를 연구했다. 존 오스틴의 후계자로 일컬어진다. 2000년 장 니코드 상을 수상했다.

## 심리철학
심리철학에 관하여 존 설은 여러 주장을 했다. 설에 따르면 의식은 의식을 소유하고 경험하는 바로 그 본인을 통해서만 접근가능한 존재론적으로 환원불가능한 성질을 갖고 있다. 고통이라는 감각을 예로 들면, 고통은 누군가의 주관에 의해 느껴지지 않는 한 존재하지 않기 때문에 존재론적으로 주관성을 갖고 있다. 설은 제3자가 보고 관찰가능한 데이터만을 다루는 행동주의나 기능주의 같은 접근을 의식의 환원불가능성을 무시하는 자세라고 비판한다. 예를 들어 다니엘 데넷의 헤테로 현상학 같은 자세는 의식의 존재자체를 부정하는 것이라고 설은 말한다.
설에 따르면 위가 위액을 분비하고 식물이 광합성을 하는 것처럼 뇌의 생물학적인 조건에서 의식이 태어난다. 이러한 입장을 생물학적 자연주의라고 한다.
다른 한 편으로 설은 몸과 마음이 서로 배타적인 레벨에 존재하고있다는 심신이원론을 비과학적인 입장이라며 기각한다. 또한 심적인 것과 물리적인 것을 서로 배타적인 것으로 생각해온 전통에 대해 설은 비판적이며 의식이라는 심적 인 것은 뇌의 물리적 과정에 의해 생산되는 것이 명백하고, 심적/물리적적이라는 범주는 이제는 폐기해야 한다고 생각하고 있다. 반면 뇌와 의식의 관계를 과학적으로 해명하는데 있어서는 의식이 가지는 존재론적인 환원불가능한 성질을 남기지 않는 것의 필요성을 설은 강조한다. 의식은 통일된 장이라는 성질을 가지고 있는 것을 지적하면서 설은 신경과학에 대해 의식에 관련된 뇌활동을 찾는데 있어 널리 쓰이는 뉴런의 활동을 개별적으로 조사해서 서서히 의식으로 다가간다는 빌딩 블록식 접근보다, 의식 상태에 있는 뇌와 무의식 상태에 있는 뇌의 차이를 비교하는 통일장적 접근 쪽이 더 효율적으로 의식의 신비에 접근할 수 있다고 권장하고 있다.

## 같이 보기
- 미국 철학
- 의식 (심리철학)
- 장 니코드 상
- 실천 이성
- 화용론
- 무의식